# راین رادیک
راین رادیک (استونیایی: Rain Raadik؛ زادهٔ ۱۷ مهٔ ۱۹۸۹) بازیکن بسکتبال اهل استونی است.
از باشگاه‌هایی که در آن بازی کرده‌است می‌توان به باشگاه بسکتبال پاولوس پارنو اشاره کرد.